# ستيفان كينغسلي
ستيفان كينغسلي (بالإنجليزية: Stephen Kingsley)‏ (23 يوليو 1994 بإستيرلينغ في المملكة المتحدة - ) هو لاعب كرة قدم بريطاني في مركز الدفاع. شارك مع منتخب اسكتلندا تحت 19 سنة لكرة القدم ومنتخب اسكتلندا تحت 21 سنة لكرة القدم. أما مع النوادي، فقد لعب مع سوانزي سيتي ونادي فالكيرك ويوفل تاون ونادي كرو ألكساندرا.

## وصلات خارجية
- ستيفان كينغسلي على موقع الاتحاد الأوربي (الإنجليزية)
- ستيفان كينغسلي على موقع الاتحاد الإسكتلندي (الإنجليزية)
- ستيفان كينغسلي على موقع قاعدة بيانات كرة القدم.إي يو (الإنجليزية)
- ستيفان كينغسلي على موقع ناشيونال فوتبول تيمز (الإنجليزية)
- ستيفان كينغسلي على موقع Soccerbase.com (لاعب) (الإنجليزية)
- ستيفان كينغسلي على موقع Soccerway.com (الإنجليزية)
- ستيفان كينغسلي على موقع عالم كرة القدم.نت (الإنجليزية)
- ستيفان كينغسلي على موقع AS.com (الإسبانية)